# Hans-Jürgen Ambrosius
Hans-Jürgen Ambrosius (* 17. Januar 1940 im Kreis Stendal; † 29. März 2011 in Sulzbach) war ein deutscher Gewerkschaftsfunktionär.
Nach einer Berufsausbildung zum Schlosser im Ausbesserungswerk Burbach der Deutschen Bundesbahn arbeitete er dort bis zu seiner Verrentung als Vorarbeiter.
Er trat am 1. März 1973 in die Christliche Gewerkschaft Deutscher Eisenbahner (CGDE) ein. Er war lange Jahre Mitglied des Personalrates der AW Saarbrücken-Burbach. Als Vertreter der CGDE gehörte er der Vertreterversammlung der Bahn-Betriebskrankenkasse der Deutschen Bundesbahn an. Als stellvertretender Geschäftsführer war er in der Tarifgemeinschaft der Eisenbahner (CGDE, GDL, GDBA) vertreten.
Nachdem er zunächst in den Vorstand des Bezirksverbandes Saarland der CGDE berufen wurde, wählten ihn die Mitglieder am 29. Mai 1998 zum Bezirksvorsitzenden. Seit 1986 war Hans-Jürgen Ambrosius Beisitzer im Bundesvorstand der CGDE; 2003 wurde er zum stellvertretenden Bundesvorsitzenden der CGDE und Geschäftsführer der Bundesgeschäftsstelle der CGDE in Saarbrücken gewählt. Am 23. Februar 2011 Hans-Jürgen Ambrosius auf dem Bundesgewerkschaftstag einstimmig zum neuen Bundesvorsitzenden
der CGDE gewählt.
Er wurde mit der höchsten Auszeichnung der CGDE, dem Goldenen Ehrenzeichen mit Urkunde, ausgezeichnet.
Jürgen Ambrosius war verheiratet; seine Frau starb 2010. Er hat eine Tochter und einen Sohn.